# Kabinett Chautemps IV

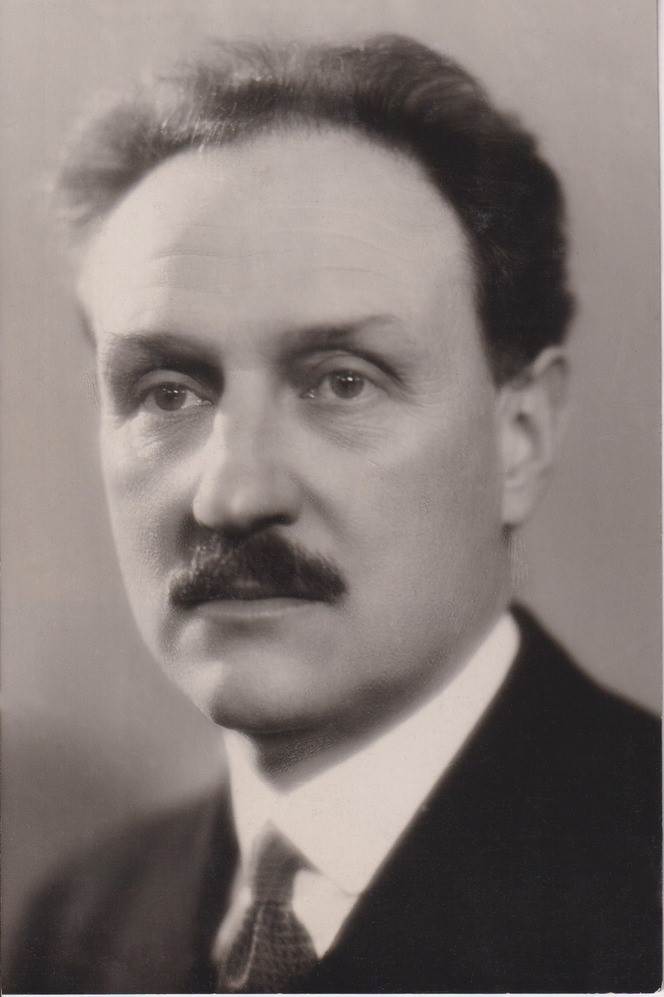
Camille Chautemps

Das vierte Kabinett Chautemps war eine Regierung der Dritten Französischen Republik. Es wurde am 18. Januar 1938 von Premierminister (Président du Conseil) Camille Chautemps gebildet und löste das Kabinett Chautemps III ab. Es blieb bis zum 10. März 1938 im Amt und wurde vom Kabinett Blum II abgelöst.
Dem Kabinett gehörten Vertreter der Front populaire an: Parti républicain, radical et radical-socialiste (PRRRS), Union socialiste républicaine (USR) und Ligue de la jeune République (JR).

## Kabinett
Diese Minister bildeten das Kabinett:
- Premierminister: Camille Chautemps (PRRRS)
- Vizepräsident: Édouard Daladier (PRRRS)
- Ministre d’État: Ludovic-Oscar Frossard (USR)
- Ministre d’État: Georges Bonnet (PRRRS)
- Verteidigungs- und Kriegsminister: Édouard Daladier
- Justizminister: César Campinchi[1] (PRRRS)
- Minister des Inneren: Albert Sarraut (PRRRS)
- Außenminister: Yvon Delbos (PRRRS)
- Finanzminister: Paul Marchandeau (PRRRS)
- Minister für die Militärmarine: William Bertrand[2] (PRRRS)
- Minister für Luftfahrt: Guy La Chambre[3] (PRRRS)
- Bildungsminister: Jean Zay (PRRRS)
- Minister für öffentliche Arbeiten: Henri Queuille (PRRRS)
- Minister für Handel: Pierre Cot (PRRRS)
- Minister für die Handelsmarine: Paul Elbel[4] (PRRRS)
- Landwirtschaftsminister: Fernand Chapsal[5] (PRRRS)
- Minister für Kolonien: Théodore Steeg (PRRRS)
- Minister für Arbeit: Paul Ramadier (USR)
- Minister für Renten: Robert Lassalle[6] (PRRRS)
- Minister für Post, Telegraphie und Telefonie: Fernand Gentin[7] (PRRRS)
- Minister für öffentliche Gesundheit: Marc Rucart[8] (PRRRS)

### Unterstaatssekretäre
Dem Kabinett gehörten folgende Sous-secrétaires d’État an:
- Premierminister: Émile Laurens[9] (PRRRS)
- Ausländer- und Einwanderungsbehörde: Philippe Serre (JR)
- Innenministerium: Raoul Aubaud[10] (PRRRS)
- Außenministerium: François de Tessan[11] (PRRRS)
- Finanzministerium: Max Hymans[12] (USR)
- Landwirtschaftsministerium: André Liautey[13] (PRRRS)
- Kriegsmarine: Maurice Delom-Sorbé (JR)
- Bildungsministerium; zuständig für technische Ausbildung: Alfred Jules-Julien[14] (PRRRS)
- Ministerium für öffentliche Arbeiten: Jean-Alexis Jaubert[15] (PRRRS)
- Ministerium für öffentliche Gesundheit; zuständig für körperliche Ausbildung: Léon Courson[16] (PRRRS)
- Handelsministerium: Maxence Bibié[17] (PRRRS)
- Kolonialministerium: Gaston Monnerville (PRRRS)
- Arbeitsministerium: Gabriel Lafaye[18] (USR)

## Historische Einordnung
Das Kabinett Chautemps IV wurde ohne Minister der SFIO gebildet; es wurde aber durch diese und die Kommunisten gestützt.
Mit dem Gesetz vom 18. Februar 1938 erhielten verheiratete Frauen die vollen juristischen Rechte. Das Gesetz erlaubt es ihnen, ohne die Erlaubnis ihres Mannes vor Gericht zu gehen, Verträge abzuschließen, einen Personalausweis oder Reisepass zu besitzen, ein Bankkonto zu eröffnen und sich an einer Universität einzuschreiben.
Die Regierung trat wegen eines Streits über Finanzfragen zurück; allerdings stand zu diesem Zeitpunkt die Krise um den Anschluss Österreichs vor ihrem Höhepunkt.